# Liste de films tournés aux studios de Billancourt
Voici une liste de films tournés aux célèbres studios français Studios de Billancourt à Boulogne-Billancourt.
Les studios de Billancourt étaient appelés studio-usine Eclipse avant 1926, puis studios du Point du Jour, puis de 1933 Paris-Studios-Cinéma (studios de Billancourt). Ouverts en 1922 par Henri Diamant-Berger, ces ateliers furent détruits en 1995, après un incendie en juillet 1994.

La liste qui suit (166 films au 4 septembre 2023) ne demande qu'à être complétée.

## Années 1920

### 1927
- 1927 : Napoléon d'Abel Gance

## Années 1930

### 1931
- 1931 : On purge bébé de Jean Renoir

### 1934
- 1934 : Madame Bovary de Jean Renoir

### 1935
- 1935 : Golgotha de Julien Duvivier

### 1937
- 1937 : L'Alibi de Pierre Chenal
- 1937 : La Grande Illusion de Jean Renoir
- 1937 : Gribouille de Marc Allégret
- 1937 : Les Perles de la couronne de Sacha Guitry et Christian-Jaque

### 1938
- 1938 : La Marseillaise de Jean Renoir
- 1938 : Hôtel du Nord de Marcel Carné

### 1939
- 1939 : La famille Duraton de Christian Stengel
- 1939 : La Mode rêvée de Marcel L'Herbier

## Années 1940

### 1941
- 1941 : Premier Rendez-vous d’Henri Decoin
- 1941 : Volpone de Maurice Tourneur

### 1949
- 1949 : Au royaume des cieux de Julien Duvivier
- 1949 : Les Amants de Vérone d’André Cayatte
- 1949 : Le Silence de la mer de Jean-Pierre Melville
- 1949 : Entre onze heures et minuit d’Henri Decoin

## Années 1950

### 1950
- 1950 : Les Anciens de Saint-Loup de Georges Lampin
- 1950 : Au p'tit zouave de Gilles Grangier
- 1950 : Le Château de verre de René Clément
- 1950 : Singoalla de Christian-Jaque

### 1951
- 1951 : Deux Sous de violettes de Jean Anouilh
- 1951 : Knock de Guy Lefranc
- 1951 : Caroline chérie de Richard Pottier
- 1951 : Sous le ciel de Paris de Julien Duvivier

### 1952
- 1952 : Il est minuit, docteur Schweitzer d’André Haguet
- 1952 : Les loups chassent la nuit de Bernard Borderie
- 1952 : La Fête à Henriette de Julien Duvivier
- 1952 : Casque d'Or de Jacques Becker
- 1952 : Adorables Créatures de Christian-Jaque
- 1952 : Fanfan la Tulipe de Christian-Jaque

### 1953
- 1953 : La Vierge du Rhin de Gilles Grangier
- 1953 : Rue de l'Estrapade de Jacques Becker
- 1953 : Dortoir des grandes d’Henri Decoin

### 1954
- 1954 : Les Intrigantes d’Henri Decoin
- 1954 : Les Clandestines de Raoul André
- 1954 : Papa, Maman, la Bonne et moi de Jean-Paul Le Chanois
- 1954 : Tourments de Jacques Daniel-Norman
- 1954 : Avant le déluge d’André Cayatte
- 1954 : Touchez pas au grisbi de Jacques Becker
- 1954 : Ali Baba et les Quarante Voleurs de Jacques Becker
- 1954 : L'Air de Paris de Marcel Carné

### 1955
- 1955 : Chantage de Guy Lefranc
- 1955 : Le Crâneur de Dimitri Kirsanoff
- 1955 : Nana de Christian-Jaque
- 1955 : Port du désir d’Edmond T. Gréville

### 1956
- 1956 : Des gens sans importance d’Henri Verneuil
- 1956 : Trapèze (Trapeze) de Carol Reed
- 1956 : Voici le temps des assassins de Julien Duvivier
- 1956 : Notre-Dame de Paris de Jean Delannoy

### 1957
- 1957 : C'est arrivé à 36 chandelles d’Henri Diamant-Berger
- 1957 : Quand la femme s'en mêle d’Yves Allégret
- 1957 : Pot-Bouille de Julien Duvivier
- 1957 : Une Parisienne de Michel Boisrond
- 1957 : Sénéchal le magnifique de Jean Boyer

### 1958
- 1958 : Sois belle et tais-toi de Marc Allégret
- 1958 : La Vie à deux de Clément Duhour
- 1958 : Les Vignes du Seigneur de Jean Boyer
- 1958 : La Chatte d’Henri Decoin
- 1958 : La Tour, prends garde ! de Georges Lampin

### 1959
- 1959 : La Loi de Jules Dassin
- 1959 : Le Petit Prof de Carlo Rim
- 1959 : Messieurs les ronds-de-cuir d’Henri Diamant-Berger
- 1959 : Les Liaisons dangereuses 1960 de Roger Vadim
- 1959 : Croquemitoufle de Claude Barma

## Années 1960

### 1960
- 1960 : Le Trou de Jacques Becker
- 1960 : Les Tortillards de Jean Bastia
- 1960 : Le Bois des amants de Claude Autant-Lara
- 1960 : La Chatte sort ses griffes d’Henri Decoin
- 1960 : Le Secret du chevalier d'Éon de Jacqueline Audry
- 1960 : Terrain vague de Marcel Carné

### 1961
- 1961 : Tintin et le Mystère de la Toison d'or de Jean-Jacques Vierne
- 1961 : Cocagne de Maurice Cloche
- 1961 : La Belle Américaine de Robert Dhéry
- 1961 : La Princesse de Clèves de Jean Delannoy

### 1962
- 1962 : Le Repos du guerrier de Roger Vadim
- 1962 : Le crime ne paie pas de Gérard Oury
- 1962 : Le Masque de fer d'Henri Decoin
- 1962 : Tartarin de Tarascon de Francis Blanche et Raoul André
- 1962 : Les Dimanches de Ville-d'Avray de Serge Bourguignon

### 1963
- 1963 : Landru de Claude Chabrol
- 1963 : Du mouron pour les petits oiseaux de Marcel Carné
- 1963 : Peau de banane de Marcel Ophuls
- 1963 : Le Voyage à Biarritz de Gilles Grangier
- 1963 : Les Bricoleurs de Jean Girault
- 1963 : Les Bonnes Causes de Christian-Jaque
- 1963 : La Cuisine au beurre de Gilles Grangier
- 1963 : Un drôle de paroissien de Jean-Pierre Mocky
- 1963 : Le Bon Roi Dagobert de Pierre Chevalier
- 1963 : OSS 117 se déchaîne de André Hunebelle

### 1964
- 1964 : Allez France ! de Robert Dhéry
- 1964 : Une ravissante idiote d'Édouard Molinaro
- 1964 : Tintin et les Oranges bleues de Philippe Condroyer
- 1964 : Relaxe-toi chérie de Jean Boyer

### 1965
- 1965 : Le Gendarme à New York de Jean Girault
- 1965 : Quoi de neuf, Pussycat ? (What's New, Pussycat?) de Clive Donner
- 1965 : Fantomas se déchaîne d'André Hunebelle
- 1965 : Les Bons Vivants de Gilles Grangier et Georges Lautner
- 1965 : La Métamorphose des cloportes de Pierre Granier-Deferre

### 1966
- 1966 : La Grande Vadrouille de Gérard Oury
- 1966 : La Curée de Roger Vadim
- 1966 : La Bourse et la Vie de Jean-Pierre Mocky
- 1966 : Tendre Voyou de Jean Becker
- 1966 : La Sentinelle endormie de Jean Dréville

### 1967
- 1967 : Oscar d’Édouard Molinaro

### 1968
- 1968 : Les Jeunes Loups de Marcel Carné
- 1968 : Le Gendarme se marie de Jean Girault
- 1968 : Alexandre le Bienheureux d'Yves Robert
- 1968 : Mayerling de Terence Young
- 1968 : Ho ! de Robert Enrico

### 1969
- 1969 : Hibernatus d’Édouard Molinaro

## Années 1970

### 1970
- 1970 : Le Gendarme en balade de Jean Girault
- 1970 : Le Passager de la pluie (Rider On The Rain) de René Clément
- 1970 : L'Homme orchestre de Serge Korber

### 1971
- 1971 : Le Cri du cormoran le soir au-dessus des jonques de Michel Audiard
- 1971 : La Veuve Couderc de Pierre Granier-Deferre

### 1972
- 1972 : Le Grand Blond avec une chaussure noire d'Yves Robert
- 1972 : La Course du lièvre à travers les champs de René Clément
- 1972 : Le Serpent d'Henri Verneuil
- 1972 : Tout le monde il est beau, tout le monde il est gentil de Jean Yanne

### 1973
- 1973 : Les Aventures de Rabbi Jacob de Gérard Oury
- 1973 : Le Grand Bazar de Claude Zidi
- 1973 : Salut l'artiste d'Yves Robert
- 1973 : Don Juan 73 de Roger Vadim

### 1974
- 1974 : Les Quatre Charlots mousquetaires d'André Hunebelle
- 1974 : À nous quatre, Cardinal ! d'André Hunebelle
- 1974 : Le Retour du Grand Blond d'Yves Robert
- 1974 : La Moutarde me monte au nez de Claude Zidi
- 1974 : Les Bidasses s'en vont en guerre de Claude Zidi
- 1974 : La Gifle de Claude Pinoteau
- 1974 : La Merveilleuse Visite de Marcel Carné

### 1975
- 1975 : La Course à l'échalote de Claude Zidi
- 1975 : Bons Baisers de Hong Kong d'Yvan Chiffre
- 1975 : Peur sur la ville d'Henri Verneuil

### 1976
- 1976 : Calmos de Bertrand Blier
- 1976 : L'Alpagueur de Philippe Labro
- 1976 : Le Corps de mon ennemi d'Henri Verneuil
- 1976 : L'Année sainte de Jean Girault

### 1977
- 1977 : L'Animal de Claude Zidi
- 1977 : Goodbye Emmanuelle (ou Emmanuelle 3) de François Leterrier
- 1977 : Bobby Deerfield de Sydney Pollack

### 1978
- 1978 : Le Dernier Amant romantique de Just Jaeckin
- 1978 : La Zizanie de Claude Zidi

### 1979
- 1979 : Moonraker de Lewis Gilbert
- 1979 : La Gueule de l'autre de Pierre Tchernia

## Années 1980

### 1980
- 1980 : L’Avare de Jean Girault
- 1980 : La Boum de Claude Pinoteau

### 1981
- 1981 : Pétrole ! Pétrole ! de Christian Gion

### 1982
- 1982 : L'As des as de Gérard Oury
- 1982 : Mille milliards de dollars d'Henri Verneuil
- 1982 : La Boum 2 de Claude Pinoteau
- 1982 : Passion de Jean-Luc Godard

### 1983
- 1983 : Le Prix du danger d'Yves Boisset
- 1983 : La Femme de mon pote de Bertrand Blier
- 1983 : Le Bourreau des cœurs de Christian Gion

### 1984
- 1984 : Gwendoline de Just Jaeckin
- 1984 : P'tit Con de Gérard Lauzier
- 1984 : Abel Gance et son Napoléon de Nelly Kaplan

### 1985
- 1985 : Le Cowboy de Georges Lautner
- 1985 : On ne meurt que deux fois de Jacques Deray

### 1986
- 1986 : L'Unique de Jérôme Diamant-Berger
- 1986 : Max mon amour (Max My Love), (マックス、モン・アムール) de Nagisa Ōshima

### 1987
- 1987 : Lévy et Goliath de Gérard Oury

### 1988
- 1988 : L'Étudiante de Claude Pinoteau

### 1989
- 1989 : ? L'Autrichienne de Pierre Granier-Deferre ?

## Années 1990

### 1992
- 1992 : Lunes de fiel (Bitter Moon) de Roman Polanski

### 1994
- 1994 : Cache cash de Claude Pinoteau